# Нефта
Нефта (араб. نفطة) — місто та оаза у Тунісі. Входить до складу вілаєту Таузар. Станом на 2004 рік тут проживало 20 308 осіб.